# Engystomops freibergi
Espèce
Synonymes
- Eupemphix freibergi Donoso-Barros, 1969
- Physalaemus freibergi (Donoso-Barros, 1969)

Statut de conservation UICN

 LC  : Préoccupation mineure
Engystomops freibergi est une espèce d'amphibiens de la famille des Leptodactylidae.

## Distribution
Cette espèce se rencontre :
- dans l'Amazonie brésilienne dans les États de l'Acre, du Rondônia, de l'Amazonas et du Pará ;
- dans le Nord de la Bolivie ;
- dans le Sud-Est du Pérou.

## Étymologie
Cette espèce est nommée en l'honneur de Marcos Abraham Freiberg.

## Publication originale
- Donoso-Barros, 1969 : Un nuevo anuro de Bolivia, Eupemphix freibergi, nov. sp. Boletín de la Sociedad de Biología de Concepción, vol. 41, p. 183–187 (texte intégral).